# Graziela Barroso
Graziela Maciel Barroso (Corumbá, 11 de abril de 1912 – Rio de Janeiro, 5 de maio de 2003) foi uma naturalista, botânica, pesquisadora e professora universitária brasileira. 
Membro titular da Academia Brasileira de Ciências e Grande Oficial da Ordem Nacional do Mérito Científico, era conhecida como a Primeira Dama da Botânica no Brasil e foi a maior taxonomista de plantas do Brasil.

## Biografia
Nascida em Corumbá, em 1912, era filha de Salustino Antunes Maciel e Alzira Martins Maciel. Graziela foi educada para ser dona de casa, casando-se com apenas 16 anos com o agrônomo Liberato Joaquim Barroso. Devido ao trabalho do marido, morou em várias regiões do país nas décadas seguintes. Com os filhos já crescidos, aos 30 anos, seu marido perguntou se Graziela gostaria de voltar a estudar, e passou a lhe ensinar botânica em casa.

## Carreira
Aos 30 anos, começou a trabalhar como herborizadora e separadora de sementes no Horto Florestal. Graziela trabalhou também como estagiária no Jardim Botânico do Rio de Janeiro. Foi a primeira mulher a fazer o concurso para ser naturalista do Jardim Botânico. Em 1946, ingressou na instituição e começou a trabalhar com seu marido em sistemática botânica. Graziela não tinha curso superior na época, mas treinava novos estagiários, alguns deles mestrandos e doutorandos. Três anos depois, o marido Liberato faleceu, deixando-a viúva aos 37 anos.
Aos 47 anos, ingressou no curso de biologia da Universidade do Estado da Guanabara, hoje a Universidade do Estado do Rio de Janeiro. E aos 60 anos, em 1973, defendeu seu doutorado, na Universidade Estadual de Campinas. Tornou-se professora, trabalhando por mais de 50 anos, ensinando quase todos os botânicos brasileiros. Sua obra mais conhecida é "Sistemática de Angiospermas do Brasil", em três volumes. Foi professora de Botânica e Chefe do Departamento de Biologia Vegetal da Universidade de Brasília desde sua criação até 1969. Tornou-se a maior taxonomista de plantas do Brasil.
Publicou três livros, dos quais um é considerado como referência internacional na área. Aposentada da sala de aula em 1982, seu quarto livro, "Frutos e Sementes" foi publicado em 1999. Mais de 25 espécies vegetais identificadas nos últimos anos foram batizadas com seu nome, como Dorstenia grazielae (caiapiá-da-graziela) da família das moráceas, Diatenopteryx grazielae (maria-preta).

## Morte
Graziela morreu em 5 de maio de 2003, no Rio de Janeiro, aos 91 anos, um mês antes de sua posse na Academia Brasileira de Ciências, devido a problemas pulmonares.

## Prêmios[3]

### Condecorações
- Diploma de Reconhecimento - Universidade Federal de Viçosa - 1986
- Benemérito do Jardim Botânico do Rio de Janeiro - Jardim Botânico do Rio de Janeiro - 1989
- Cavaleiro da Ordem Nacional do Mérito Científico - Ministério da Educação e Desportos - 2001
- Prêmio CREA-RJ de Meio Ambiente - Conselho Regional de Engenharia e Arquitetura e Agronomia do RJ - 2001

### Distinções
- Diploma de Honra ao Mérito - Conselho Regional de Biologia - 1999
- Diploma "Orgulho Carioca" - Prefeitura do Rio de Janeiro - 2000

### Medalhas
- Medalha do Mérito D. João VI - Fundação do Jardim Botânico do Rio de Janeiro - 1958
- Medalha Vice Rei Luiz de Vasconcelos - Assembleia Legislativa do Estado do Rio de Janeiro - 1980
- Medalha do Ministério da Agricultura - IBDF - 1988
- Millennium Botany Award - XVI Congresso Internacional de Botânica - 1999
- Medalha Paulo Carneiro (Unesco) - Academia Brasileira de Ciências - 2001
- Medalha Tiradentes - Assembleia Legislativa do Estado do Rio de Janeiro - 2002

### Homenagens
Há 5 gêneros de plantas cujo nome foi dado em sua homenagem:  Barrosoa, Grazielia, Grazielodendron, Algrizea e Grazielanthus.